# Commission nationale de déontologie de la sécurité
La Commission nationale de déontologie de la sécurité (CNDS) était, en France, une autorité administrative indépendante créée par la loi no 2000-494 du 6 juin 2000, promulguée par le gouvernement Jospin. L'article 71-1 de la Constitution, institué par la révision constitutionnelle de juillet 2008, a programmé la disparition de la CNDS. Depuis mai 2011, ses missions sont désormais dévolues au Défenseur des droits.
Toutefois un collège spécifique est créé au sein de la nouvelle autorité pour être chargé de la déontologie dans le domaine de la sécurité. Un adjoint du Défenseur des droits est désigné à cette fin qui en assure la vice-présidence. Pauline Caby occupe actuellement le poste d'adjointe au Collège Déontologie de la Sécurité auprès du Défenseur des Droits.

## Attributions de la CNDS
Elle était chargée de veiller au respect de la déontologie par les personnes exerçant des activités de sécurité sur le territoire de la République, qu'il s'agisse de professions publiques (Police nationale, Gendarmerie nationale, Douane française, gardiens de prison, polices municipales, garde-chasses, etc.) ou privées (sécurité SNCF ou RATP, agences de gardiennage, transport de fonds, détectives privés, enquêteur privé, etc.). La Commission n'est ni un tribunal, ni un conseil de discipline, mais un lieu de recours et de contrôle.
Elle peut être saisie par toute personne qui est victime d'un manquement à la déontologie ou qui est témoin d'un tel manquement, mais sa saisine ne peut intervenir que par le biais d'un parlementaire. En outre toute saisine injustifiée tomberait sous le coup du délit de « dénonciation calomnieuse » aux termes de la jurisprudence[réf. nécessaire].
Elle dispose de moyens juridiques importants, le secret professionnel ne pouvant lui être opposé, et tout refus de lui répondre constitue une infraction pénale. Elle peut exiger tous renseignements ou documents dans le cadre de son instruction et effectuer une visite des locaux professionnels entre 8 heures et 20 heures et à tout moment dans les lieux où la profession est exercée. Elle ne peut, en revanche, pénétrer dans les lieux privés qui servent à l'habitation.
Elle peut saisir les autorités hiérarchiques ou les autorités judiciaires si elle constate des manquements à la déontologie ou une infraction pénale. Elle peut également publier un rapport spécial au Journal officiel si elle estime ne pas avoir reçu de réponse appropriée des autorités administratives dans le cadre d'une affaire particulière.
Elle ne peut, en revanche, intervenir dans le cadre d'une instruction en cours.
Chaque année elle remet un rapport sur son action au président de la République : le rapport est publié sur Internet et à la Documentation française : il concerne, essentiellement des professions publiques de sécurité, rarement les activités de sécurité privée.

## Moyens d'action
La CNDS souffrait d'un sous-financement récurrent qui entravait son action.